# Petermann (Schimpanse)
Petermann (geboren 1947; gestorben 10. Oktober 1985 in Köln) war ein männlicher Schimpanse des Kölner Zoos. Zunächst wurde das dressierte Tier durch öffentliche Auftritte und als Werbeträger des Zoos bekannt. Im Jahre 1985 wurde Petermann nach einem Ausbruch, in dessen Verlauf er den damaligen Zoodirektor Gunther Nogge angegriffen und schwer verletzt hatte, von der Polizei erschossen.

## Leben und Tod

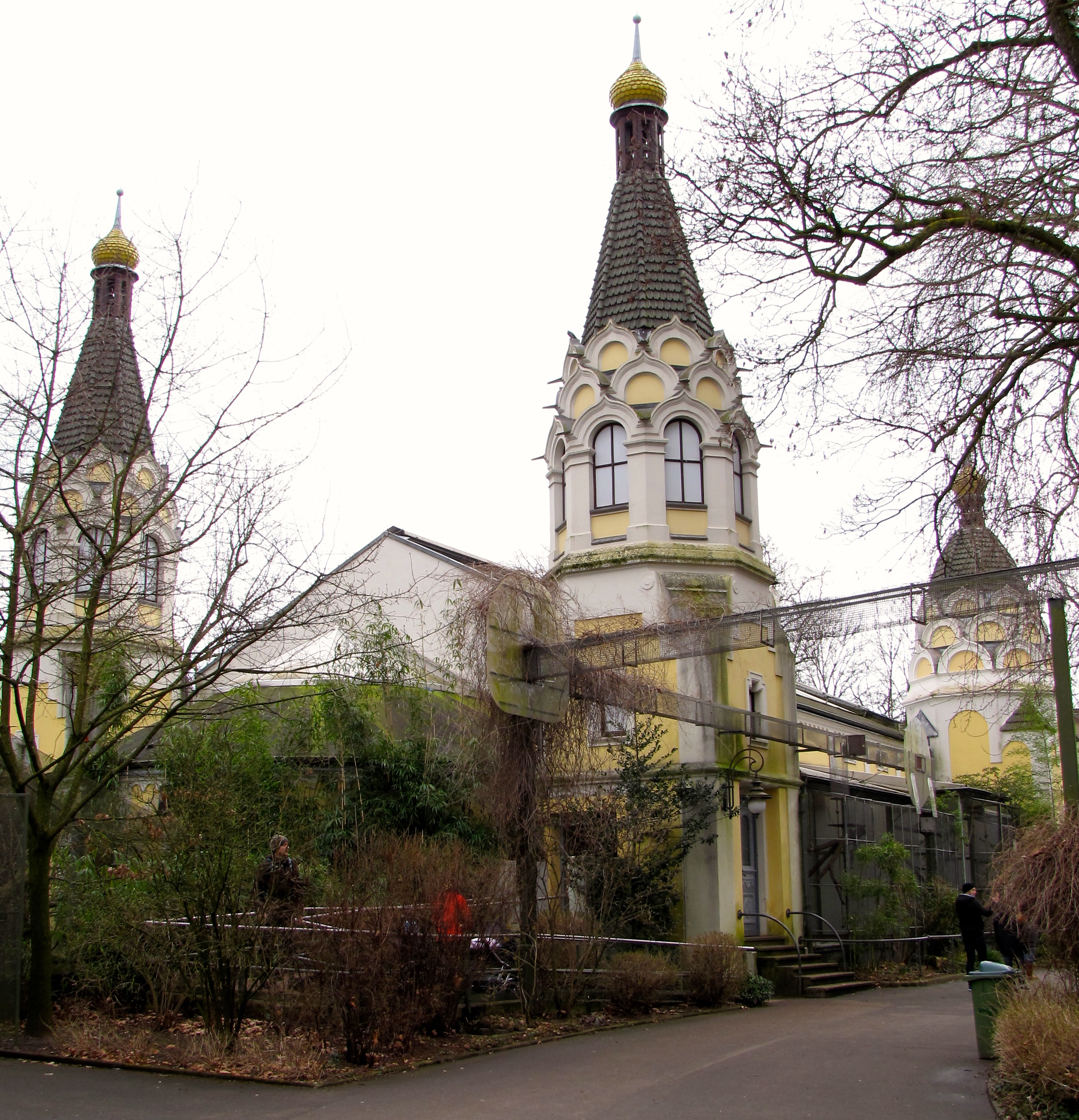
Das heutige Arnulf-und-Elizabeth-Reichert-Haus. Hier war Petermann lange Jahre untergebracht.

Kurz nach dem Zweiten Weltkrieg kam Petermann als Jungtier mit seiner Mutter per Schiff nach Europa. Weil die Schimpansin kurz vor der Ankunft verstarb, zogen Marlies Zahn, die Frau des Zoodirektors Werner Zahn, und deren Tochter Maria Helene „Riele“ Holtermann ihn mit der Babyflasche auf, nachdem er mit dem älteren männlichen Schimpansen Harri in den Zoo gekommen war (Zweifel an diesem Teil der Geschichte äußert der Journalist Walter Filz). Nach Angaben der Stieftochter selbst sei das Tier von Afrika als Baby zunächst in die Niederlande gebracht und dort aufgepäppelt, aber wohl auch vermenschlicht worden, indem es beispielsweise bei seiner dortigen Pflegerin in einem Bett schlafen durfte. Bis zum Ausscheiden Zahns als Zoodirektor lebte Petermann bei seiner menschlichen Adoptivfamilie in der Direktorenvilla. 
Ohne andere Schimpansen aufgewachsen, wurde der Affe schließlich dressiert, in menschlicher Kleidung Kunststücke aufzuführen und menschliches Verhalten nachzuahmen. So konnte er mit Essbesteck von einem Teller speisen, fuhr auf einem Roller umher oder wurde, in die Uniformen Kölner Karnevalsgesellschaften gesteckt, zu Auftritten auf Karnevalssitzungen gebracht. Bei seinen Auftritten, aber auch auf Postkarten und Plakaten, warb er für den Kölner Zoo. Petermann besaß ein eigenes Postsparbuch auf dem unter anderem Spendengelder und Gelder für Auftritte des Schimpansen für ein neues Affenhaus (Urwaldhaus) angespart wurden.
Nachdem er mit zehn Jahren die Geschlechtsreife erlangt hatte, wurde er aufgrund der damit verbundenen gesteigerten Aggressivität aus dem Dressurprogramm genommen. Seine „menschliche“ Sozialisation unter Ausschluss von Artgenossen sowie die wenig artgerechte Haltung im Zoo führten zu schweren Verhaltensstörungen, welche die Möglichkeiten seiner Haltung wiederum einschränkten – ein artgerechtes Sozialverhalten unter Primaten erlernte er nicht mehr. Nach der Fertigstellung des Urwaldhauses für Menschenaffen 1985 zogen Petermann und seine damalige Gefährtin Susi (geboren 1953) nicht dort ein, sondern verblieben in einem der Käfige im ehemaligen Vogelhaus (heute Arnulf-und-Elizabeth-Reichert-Haus).
Am 10. Oktober 1985 war seine Käfigtür von einem Pfleger nicht ordnungsgemäß verschlossen worden. Gemeinsam mit Susi brach Petermann aus seinem Käfig aus. Sie schlugen zunächst einen Tierpfleger zu Boden. In der Futterküche attackierten sie den Zoodirektor Gunther Nogge mit Bissen in Kopf und Gesicht lebensgefährlich. Zoomitarbeiter konnten sie von ihrem Opfer trennen. Ein Mitarbeiter konnte sie an die Hand nehmen und wollte sie in ihre Käfige zurückbringen. Sie rissen sich dann los und setzten ihre Flucht fort. Petermann wurde noch auf dem Zoogelände erschossen, Susi kurz darauf außerhalb des Zoos von der Polizei im Keller eines Wohnhauses getötet.

## Folgen und Rezeption
Nogge bewertete den Vorfall später als Angriff auf ein „konkurrierendes Alphatier“; eine Tötungsabsicht habe nicht bestanden. Auch aufgrund des Vorfalls wurde die bis dahin traditionelle Art der Primatenhaltung im Kölner Zoo kurze Zeit später, wie auch in anderen Zoos, zugunsten einer Haltung reformiert, die das natürliche Sozialverhalten der Tiere berücksichtigt.
Einige Kölner interpretierten Ausbruch und Tod Petermanns rückblickend als Akt des Aufbegehrens einer unterdrückten Kreatur, als Akt der Anarchie. So tauchen vereinzelt Stencils (Schablonengraffiti) mit dem Schriftzug „Petermann lebt“ auf. Auch eine Punkband sowie eine Fußballmannschaft der Bunten Liga Kölns benannten sich nach dem als „einzig wahren Anarchisten und Freiheitskämpfer der Stadt“ verehrten Tier.

## Trivia
- Neben Petermann besaß der Kölner Zoo in der Nachkriegszeit noch die Schimpansen Harri sowie Jackie und Susi. Jackie und Susi waren dem Kölner Zoo in den fünfziger Jahren von dem Bankier Eugen von Rautenstrauch (1879–1956) geschenkt worden. In Publikationen wird Jackie, der ebenfalls als Werbeträger für Postkarten und Plakate diente, häufiger mit Petermann verwechselt.[12]

## Dokumentationen
- „Petermann, geh du voran!“ – Dokumentarfilm von Georg Roloff und Stephan Arnold, 30 Min. – WDR West3 1989, Redaktion Innenansichten, Werner Filmer.